# Collegio plurinominale Toscana - 03 (2017)
Il collegio elettorale plurinominale Toscana - 03 è stato un collegio elettorale plurinominale della Repubblica Italiana per l'elezione della Camera tra il 2017 ed il 2022.

## Territorio
Come previsto dalla legge elettorale italiana del 2017, il collegio era stato definito tramite decreto legislativo all'interno della circoscrizione Toscana.
Il collegio comprendeva la zona definita dai quattro collegi uninominali Toscana - 01 (Firenze-Centro), Toscana - 02 (Firenze-Scandicci), Toscana - 03 (Sesto Fiorentino) e Toscana - 04 (Empoli).

## Dati elettorali

### XVIII legislatura
Come previsto dalla legge elettorale, 386 deputati erano eletti in 63 collegi plurinominali con ripartizione proporzionale a livello nazionale tra le coalizioni e le singole liste che avessero superato la soglia di sbarramento stabilita.
Nel collegio venivano eletti 12 deputati.
| Liste          | Liste                                       | Proporzionale | Proporzionale | Proporzionale | Maggioritario | Maggioritario | Maggioritario |  |
| Liste          | Liste                                       | Voti          | %             | Seggi         | Voti          | %             | Seggi         |  |
| -------------- | ------------------------------------------- | ------------- | ------------- | ------------- | ------------- | ------------- | ------------- |  |
|                | Partito Democratico                         | 212 514       | 36,42         | 3             | 241 982       | 41,47         | 4             |  |
|                | +Europa                                     | 22 775        | 3,90          | –             | 241 982       | 41,47         | 4             |  |
|                | Italia Europa Insieme                       | 4 091         | 0,70          | –             | 241 982       | 41,47         | 4             |  |
|                | Civica Popolare                             | 2 602         | 0,45          | –             | 241 982       | 41,47         | 4             |  |
|                | Lega                                        | 75 649        | 12,97         | 1             | 148 037       | 25,37         | –             |  |
|                | Forza Italia                                | 46 467        | 7,96          | 1             | 148 037       | 25,37         | –             |  |
|                | Fratelli d'Italia                           | 23 218        | 3,98          | –             | 148 037       | 25,37         | –             |  |
|                | Noi con l'Italia – UDC                      | 2 703         | 0,46          | –             | 148 037       | 25,37         | –             |  |
|                | Movimento 5 Stelle                          | 129 451       | 22,19         | 2             | 129 451       | 22,19         | –             |  |
|                | Liberi e Uguali                             | 35 438        | 6,07          | 1             | 35 438        | 6,07          | –             |  |
|                | Potere al Popolo!                           | 14 624        | 2,51          | –             | 14 624        | 2,51          | –             |  |
|                | Partito Comunista                           | 5 780         | 0,99          | –             | 5 780         | 0,99          | –             |  |
|                | CasaPound                                   | 4 321         | 0,74          | –             | 4 321         | 0,74          | –             |  |
|                | Il Popolo della Famiglia                    | 2 672         | 0,46          | –             | 2 672         | 0,46          | –             |  |
|                | Per una Sinistra Rivoluzionaria (PCL - SCR) | 1 142         | 0,20          | –             | 1 142         | 0,20          | –             |  |
| Totale         | Totale                                      | 583 447       | 100           | 8             | 583 447       | 100           | 4             |  |
|                |                                             |               |               |               |               |               |               |  |
| Schede bianche | Schede bianche                              | 5 251         | 0,87          |               |               |               |               |  |
| Schede nulle   | Schede nulle                                | 12 148        | 2,02          |               |               |               |               |  |
| Votanti        | Votanti                                     | 600 846       | 78,80         |               |               |               |               |  |
| Elettori       | Elettori                                    | 762 483       |               |               |               |               |               |  |

## Eletti

### Eletti nei collegi uninominali
Eletti nella coalizione di centro-sinistra (PD - +EUR - Insieme - CP)
     Eletti nella coalizione di centro-destra (Lega - FI - FdI - NcI-UDC)
| Collegio uninominale | Eletto | Eletto               | Partito |
| -------------------- | ------ | -------------------- | ------- |
| 1. Firenze-Centro    |        | Gabriele Toccafondi  | AP      |
| 2. Firenze-Scandicci |        | Rosa Maria Di Giorgi | PD      |
| 3. Sesto Fiorentino  |        | Roberto Giachetti    | PD      |
| 4. Empoli            |        | Luca Lotti           | PD      |

1. ↑  Aderisce al gruppo misto, componente «Civica Popolare-AP-PSI-Area Civica»; in data 19.09.2019 al gruppo Italia Viva - Italia C'è.
2. ↑  In data 19.09.2020 aderisce al gruppo Italia Viva - Italia C'è.

### Eletti nella quota proporzionale
| Partito Democratico                      | Movimento 5 Stelle               | Lega                | Forza Italia   | Liberi e Uguali  |
| ---------------------------------------- | -------------------------------- | ------------------- | -------------- | ---------------- |
|                                          |                                  |                     |                |                  |
| Laura Cantini David Ermini Filippo Sensi | Alfonso Bonafede Yana Chiara Ehm | Donatella Legnaioli | Stefano Mugnai | Roberto Speranza |

1. ↑  Dimissionario in data 25.09.2018 (assume la carica di vicepresidente del Consiglio superiore della magistratura); in data 26.09.2018 gli subentra Umberto Buratti.
2. ↑  In data 02.03.2022 aderisce al gruppo misto, non iscritti; in data 08.02.2022 alla componente «Manifesta, Potere al Popolo, Partito della Rifondazione Comunista - Sinistra Europea».
3. ↑  In data 27.05.2021 aderisce al gruppo Coraggio Italia; in data 23.06.2022 aderisce al gruppo misto, non iscritti; in data 28.06.2022 aderisce alla componente «Vinciamo Italia-Italia al Centro con Toti».